# Soňa Neumannová
Soňa Neumannová (19. září 1905 Brno – 17. září 1971 Praha) byla česká herečka. Byla dcerou básníka Stanislava Kostky Neumanna a Boženy Neumannové a manželkou divadelního režiséra Jana Škody.

## Život
Počátkem 20. let 20. století navštěvovala hereckou školu Marie Laudové-Hořicové a v letech 1921–1923 hrála v Národním divadle v Praze. V letech 1923–1925 hrála v Českém divadle v Olomouci, v letech 1925–1928 ve Východočeském divadle v Pardubicích a v období 1928–1930 v Jihočeském divadle v Českých Budějovicích. 
Absolvovala rovněž herecké stáže v Berlíně a v Sovětském svazu. V letech 1930–1943 se věnovala především recitaci. Během druhé světové války hrála v Nezávislém divadle (1943–1944) a Intimním divadle (1944–1945). Po válce se Intimní divadlo přeměnilo na Realistické divadlo, kde hrála spolu se svým manželem, režisérem Janem Škodou. Zde působila do roku 1951 a poté přešla do Vinohradského divadla, kde působila do roku 1963.
Byla členkou Komunistické strany Československa. V roce 1952 byla jednou z těch, kdo požadovali trest smrti pro Jiřinu Štěpničkovou po jejím neúspěšném pokusu o emigraci.

## Dílo

### Divadelní herečka
V letech 1921–1923 působila v souboru Národního divadla v Praze, konkrétně v představeních:
- Druhá paní revírníková v činohře František Xaver Svoboda: Čekanky, (1922) [4]
- Tanečnice v činohře Anatole Bahier, Camille Lemonnier: Silný muž, (1922-1923)[5]
- Rozára v činohře Josef Kajetán Tyl: Tvrdohlavá žena, (1922–1923)[6]

### Filmová herečka
- 1921 Děvčata, vdávejte se!
- 1955 Dobrá píseň (televizní film)
- 1956 Mordová rokle (televizní film)
- 1956 Hra o život
- 1956 Honzíkova cesta
- 1957 Liják (televizní film)
- 1959 Sny na neděli
- 1961 Strop (studentský film FAMU, režie Věra Chytilová[7]